# Гей-Форум Украины
Гей-Форум Украины (англ. Gay Forum of Ukraine), или полное наименование Всеукраинская общественная организация Гей-Форум Украины (англ. All-Ukrainian Public Organisation «Gay Forum of Ukraine») — украинская правозащитная ЛГБТ-организация. Основной целью провозглашено достижение равноправия прав гомосексуалов и трансгендендеров, осуществление прав всех граждан независимо от гендерных, сексуально-ориентационных, национальных отличий.
По оценке, в частности, Fox News и The Guardian (со ссылкой на агентство Associated Press), «ведущая организация по защите ЛГБТ-прав на Украине».

## История
Организация зарегистрирована Министерством юстиции Украины 22 сентября 2004 года и внесена в Единый реестр общественных формирований под номером 95. Учредителями выступили Игорь Бондаренко, Александр Горбаченко, Святослав Шеремет.

## Численность организации
Со времени создания организации (по состоянию на 22 октября 2012) на вступление в неё подано 259 заявлений от физических лиц. Формальное количество членов организации является меньшим, поскольку, согласно Уставу организации, физические лица получают членство на пять лет, а после окончания этого срока теряют права членов организации (за исключением особых случаев, предвиденных Уставом).
В состав организации входит также один коллективный член — Общественная организация «Межрегиональный центр ЛГБТ-исследований Донбасс-СоцПроект».

## Руководство и структура

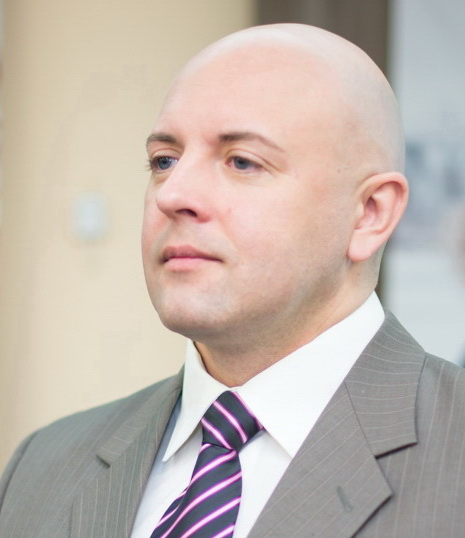
Святослав Шеремет, руководитель «Гей-Форума Украины», март 2017

И. о. президента Гей-Форума Украины — Святослав Шеремет.
Координационный совет:
- Председатель — Святослав Шеремет;
- Заместитель председателя по вопросам исследований и академических разработок — Максим Касянчук;
- Заместитель председателя по студенческой и молодёжной проблематике — Даниил Лось;
- Заместитель председателя по вопросам информационной работы — Леонид Нефедович;
- Заместитель по вопросам интернет-проектов и культурных инициатив — Андрей Марченко;
- Заместитель председателя по международному сотрудничеству и по делам развития туризма, международный секретарь Форума — Владимир Сенько;
- Заместитель председателя по гендерным вопросам и по делам трансгендеров — Николай Лялин;
- Заместитель председателя по религиозным вопросам — Иван Савченко.

Региональные подразделения:
- Винницкое областное отделение, номинальный координатор — Андрей Федосов
- Днепропетровское областное отделение, координатор — Елена Михайлова
- Донецкое областное отделение, координатор — Юрий Миготин
- Закарпатское областное отделение, координатор — Юрий Пуста
- Запорожское областное отделение «Гей-Форум − Сечь», координатор — Даниил Лось
- Кировоградское областное отделение, номинальный координатор — Олег Артёменко
- Крымское республиканское отделение, координатор — Сергей Бугаец
- Луганское областное отделение, координатор — Андрей Соколов
- Львовское областное отделение «Товарищество имени Захер-Мазоха», координатор — Андрей Лавров
- Макеевское городское отделение, координатор — должность вакантна
- Николаевское областное отделение, на должности координатора сменилось несколько активистов, по состоянию на декабрь 2017 года — должность вакантна
- Одесское областное отделение «Гей-Форум — Одесса», координатор — Генрих Репп
- Полтавское областное отделение, координатор — Леонид Нефедович
- Харьковское областное отделение «Гей-Форум Украины — Харьков»[7], координатор — Андрей Короленко
- Херсонское областное отделение, координатор — Валерий Грець
- Черкасское областное отделение «ЛГБТ-объединение „ОЛАВ“», координатор — Владимир Кулик
- Черниговское областное отделение, номинальный координатор — первый координатор Сергей Криволап; сейчас должность вакантна
- Черновицкое областное отделение, номинальный координатор — Николай Лоренц

## Основные задачи
- Законодательный запрет дискриминации на основании сексуальной ориентации и гендерной идентичности
- Легализация на Украине однополого гражданского партнерства
- Имплементация на Украине международных норм и рекомендаций в сфере защиты прав ЛГБТ, в частности, решений Совета Европы
- Принятие на Украине Декларации сексуальных и репродуктивных прав человека, основанной на либеральных, научных взглядах на сексуальность

## Общественная активность
Организация представленная во всех регионах Украины и внедряет с 2004 года стратегию достижения на Украине гражданского равенства для представителей ЛГБТ-сообщества путём сотрудничества с государственной властью, другими институтами гражданского общества и взаимодействия с масс-медиа.
Активисты Форума приложили значительные усилия для консолидации отечественного ЛГБТ-движения. Первым итогом этой деятельности стало появление общих открытых писем от ЛГБТ-организаций в адрес политического руководства страны, в результате чего в 2006 году начался активный общественно-политический диалог вокруг ЛГБТ-проблематики в публичной плоскости. Совместно с другими ключевыми ЛГБТ-организациями Форум принимал активное участие в процессах формирования национального союза ЛГБТ-организаций, результатом чего в конце 2008 года был учрежден, а в начале 2011-го — легализирован Минюстом Всеукраинский союз «Совет ЛГБТ-организаций Украины».
Активисты Форума, прежде всего руководитель организации Святослав Шеремет, с 2006 года исполняют роль медиаспикеров украинского сообщества, регулярно выступая на телевидении радио, в прессе и в интернете.
Заботясь о налаживании стабильной системы услуг для МСМ по вопросам профилактики ВИЧ-инфекции, представители Форума активно и успешно адвокатировали МСМ-компонент в национальных заявках от Украины на 6-й (2007—2011) и 10-й (2012—2016 гг.) раунды финансирования Глобального фонда для борьбы со СПИДом, туберкулезом и малярией для Украины за компонентом «СПИД» (см. ВИЧ на Украине).
С сентября 2010 года Гей-форум Украины официально представлен в составе Национального совета по вопросам противодействия туберкулезу и Вич-инфекции/СПИДА: в результате процедуры ротации представителя от неправительственных организаций новым делегатом от НУО в Нацсовете был избран заместитель председателя Координационного совета Форума (до 11.09.2012) — Председатель Правления Всеукраиской благотворительной организации «Точка опоры» Зорян Кісь (завершил полномочия в 2012 г.).
В мае 2011 года «Гей-форум Украины» учредил Рейтинги «Гомофобний деятель года» и «ЛГБТ-френдли деятель года», подведения итогов которых обычно приурочено к Международному дню борьбы с гомофобией, отмечаемом в мире ежегодно 17 мая.
В конце 2015 года совместно с несколькими другими ЛГБТ-организациями Гей-форум Украины добился включения целого комплекса мероприятий в поддержку прав человека для ЛГБТ к правительственному плану действий по реализации Национальной стратегии в сфере прав человека на период до 2020 года, включая запланированную правительством Украины на II квартал 2017 года «легализацию на Украине зарегистрированного гражданского партнерства для разнополых и однополых пар с учетом имущественных и неимущественных прав».
Украинская пресса освещает заявления Гей-форума Украины по различным вопросам политики, культуры, прав человека для ЛГБТ.